# Sabrina Wittmann
Sabrina Wittmann (Ingolstadt, Alemania, 8 de octubre de 1991) es una ex jugadora y entrenadora de fútbol. Primera mujer en entrenar un club masculino profesional alemán, el FC Ingolstadt 04, de la Bundesliga 3, en 2024. 

## Trayectoria
Empezó a jugar al fútbol a los 14 años en un club de su ciudad natal, el SC Steinberg. Siguió en el el FC Ingolstadt 04 con el que logró el ascenso de categoría en la temporada 2011-12. Luego jugó en el SpVgg Greuther Fürth y en dos clubes de Múnich, el FC Stern y el SC Amicitia.  
Viajó a Estados Unidos en 2008, donde debutó como entrenadora asistente en un equipo en Kentucky. Desde 2012 entrenó la categoría sub-15 femenino y luego también la masculino sub-17 y sub-19 del FC Ingolstadt. De 2017 a 2021 dirigió al SC Amicitia Munich en la liga regional femenina del Sur de Baviera. En 2021 se hizo cargo de nuevo del sub-19 masculino del Ingolstadt 04.
En mayo de 2024, fue nombrada directora interina del Ingolstadt, convirtiéndose en la primera entrenadora profesional de un equipo masculino alemán.   